# Canterbury United FC
El Canterbury United FC és un club de futbol neozelandès de Christchurch. L'equip participa en el Campionat de Futbol de Nova Zelanda o ASB Premiership i l'estadi local és l'English Park de Christchurch, però ocasionalment juga a més a la ciutat de Nelson.

## Història
El club va ser fundat el 2002 a partir d'una conglomeració d'equips de l'àrea urbanda de Christchurch per a formar un club per a la temporada 2002 de la New Zealand National Soccer League. El 2004 el Canterbury United va passar a formar part de la nova competició nacional anomenada New Zealand Football Championship (Campionat de Futbol de Nova Zelanda) i aquella primera temporada acabà quart l'equip. Durant les dues temporades següents, el Canterbury United acabà tercer i quart.
En les temporades 2007-08 i 2008-09 del Campionat de Futbol de Nova Zelanda, els rendiments de l'equip de la regió de Canterbury deterioraren dramàticament, acabant últims en les dues temporades. Però, en les dues temporades després, l'equip acabà quart els dos cops.

## Jugadors actuals
Plantilla confirmada com a la plantilla 2012-13.
| N. | Pos. | Nac. | Jugador         |
| -- | ---- | --- | --------------- |
| 1  | POR  | [[Fitxer:Flag of New Zealand.svg\|23x15px\|border \|alt=Nova Zelanda\|link=Selecció de futbol de Nova Zelanda\|{{#if:\|]]     | Tom Batty       |
| 2  | DEF  | [[Fitxer:Flag of England.svg\|23x15px\|border \|alt=Anglaterra\|link=Selecció de futbol d'Anglaterra\|{{#if:\|]]              | Dan Terris (c)  |
| 4  | DEF  | [[Fitxer:Flag of New Zealand.svg\|23x15px\|border \|alt=Nova Zelanda\|link=Selecció de futbol de Nova Zelanda\|{{#if:\|]]     | Nick Wortleboer |
| 5  | DEF  | [[Fitxer:Flag of New Zealand.svg\|23x15px\|border \|alt=Nova Zelanda\|link=Selecció de futbol de Nova Zelanda\|{{#if:\|]]     | Tom Schwarz     |
| 6  | MIG  | [[Fitxer:Flag of New Zealand.svg\|23x15px\|border \|alt=Nova Zelanda\|link=Selecció de futbol de Nova Zelanda\|{{#if:\|]]     | Chris Murphy    |
| 7  | MIG  | [[Fitxer:Flag of England.svg\|23x15px\|border \|alt=Anglaterra\|link=Selecció de futbol d'Anglaterra\|{{#if:\|]]              | Darren White    |
| 8  | MIG  | [[Fitxer:Flag of New Zealand.svg\|23x15px\|border \|alt=Nova Zelanda\|link=Selecció de futbol de Nova Zelanda\|{{#if:\|]]     | Aaron Clapham   |
| 9  | DAV  | [[Fitxer:Flag of New Zealand.svg\|23x15px\|border \|alt=Nova Zelanda\|link=Selecció de futbol de Nova Zelanda\|{{#if:\|]]     | Russell Kamo    |
| 11 | MIG  | [[Fitxer:Flag of the Solomon Islands.svg\|23x15px\|border \|alt=Salomó (estat)\|link=Selecció de futbol de Salomó\|{{#if:\|]] | Michael Fifii   |
| 12 | DAV  | [[Fitxer:Flag of New Zealand.svg\|23x15px\|border \|alt=Nova Zelanda\|link=Selecció de futbol de Nova Zelanda\|{{#if:\|]]     | Andy Barton     |
| 13 | DAV  | [[Fitxer:Flag of New Zealand.svg\|23x15px\|border \|alt=Nova Zelanda\|link=Selecció de futbol de Nova Zelanda\|{{#if:\|]]     | Nathan Knox     |
| 14 | MIG  | [[Fitxer:Flag of New Zealand.svg\|23x15px\|border \|alt=Nova Zelanda\|link=Selecció de futbol de Nova Zelanda\|{{#if:\|]]     | Josh Smith      |

| N. | Pos. | Nac. | Jugador          |
| -- | ---- | --- | ---------------- |
| 15 | DEF  | [[Fitxer:Flag of New Zealand.svg\|23x15px\|border \|alt=Nova Zelanda\|link=Selecció de futbol de Nova Zelanda\|{{#if:\|]] | Julyan Collet    |
| 16 | DAV  | [[Fitxer:Flag of New Zealand.svg\|23x15px\|border \|alt=Nova Zelanda\|link=Selecció de futbol de Nova Zelanda\|{{#if:\|]] | Ashley Wellbourn |
| 17 | MIG  | [[Fitxer:Flag of England.svg\|23x15px\|border \|alt=Anglaterra\|link=Selecció de futbol d'Anglaterra\|{{#if:\|]]          | Ricky Hulbert    |
| 19 | DEF  | [[Fitxer:Flag of New Zealand.svg\|23x15px\|border \|alt=Nova Zelanda\|link=Selecció de futbol de Nova Zelanda\|{{#if:\|]] | Louie Bush       |
| 20 | DAV  | [[Fitxer:Flag of New Zealand.svg\|23x15px\|border \|alt=Nova Zelanda\|link=Selecció de futbol de Nova Zelanda\|{{#if:\|]] | Ken Yamamoto     |
| 21 | DEF  | [[Fitxer:Flag of New Zealand.svg\|23x15px\|border \|alt=Nova Zelanda\|link=Selecció de futbol de Nova Zelanda\|{{#if:\|]] | Tristan Nicol    |
| 22 | POR  | [[Fitxer:Flag of New Zealand.svg\|23x15px\|border \|alt=Nova Zelanda\|link=Selecció de futbol de Nova Zelanda\|{{#if:\|]] | Adam Highfield   |
| 23 | MIG  | [[Fitxer:Flag of New Zealand.svg\|23x15px\|border \|alt=Nova Zelanda\|link=Selecció de futbol de Nova Zelanda\|{{#if:\|]] | Aaron Spain      |
| 24 | MIG  | [[Fitxer:Flag of New Zealand.svg\|23x15px\|border \|alt=Nova Zelanda\|link=Selecció de futbol de Nova Zelanda\|{{#if:\|]] | Cory Mitchell    |
| 25 | POR  | [[Fitxer:Flag of New Zealand.svg\|23x15px\|border \|alt=Nova Zelanda\|link=Selecció de futbol de Nova Zelanda\|{{#if:\|]] | Danny Knight     |
| —  | DEF  | [[Fitxer:Flag of Wales 2.svg\|23x15px\|border \|alt=Gal·les\|link=Selecció de futbol de Gal·les\|{{#if:\|]]               | Andy Pitman      |